# Janine Mossuz-Lavau
Pour les articles homonymes, voir Lavau.
Janine Mossuz-Lavau, née le 9 septembre 1942 à Saint-Jean-de-Tholome (Haute-Savoie), est une politologue et sociologue française.
Spécialiste d'André Malraux, elle a également travaillé sur la sexualité en France.  

## Biographie

### Jeunesse et études
Janine Mossuz-Lavau est diplômée de l'Institut d'études politiques de Paris (1963). 
Elle est docteur d'État en science politique en 1969, avec une thèse portant sur André Malraux et le gaullisme, dirigée par Jean Touchard. 
Veuve de Georges Lavau, elle est mère de deux filles.

### Parcours professionnel
Au cours de la préparation de sa thèse doctorale, elle est nommée assistante de recherche à la Fondation nationale des sciences politiques (1964), rattachée à l'IEP de Paris. En 1969, une fois son doctorat décerné, elle devient attachée de recherche (1969-1976) puis chargée de recherche (1976-1982).
Aux côtés d'Alain Lancelot et de Jean-Luc Parodi, elle fait partie d'une jeune génération de chercheurs au sein de Sciences Po qui, influencés par Jean Stoetzel, abordent et construisent le champ académique de la science de l'opinion et de la sociologie électorale.
Elle est directrice de recherche au CNRS et au Centre de recherches politiques de Sciences Po depuis 1982.
Elle a été membre de l'Association française de science politique (1966-2006), membre du comité éditorial des Presses de Sciences Po, membre de l'Observatoire de la parité entre les femmes et les hommes (1999-2005).

### Engagement politique
En 2020, elle fait partie des premières personnalités à répondre à l'appel de Laurent Joffrin ayant l'intention de lancer un mouvement pour la « refondation d’une gauche réaliste, réformiste ».

## Distinctions
- Commandeur de l'ordre national du Mérite (2022)

## Publications
- André Malraux et le gaullisme, Paris, Presses de la Fondation nationale des sciences politiques, 1970 (rééd. 1982)
- Les jeunes et la gauche, Presses de Sciences Po, 1979
- Enquête sur les femmes et la politique en France, avec Mariette Sineau, PUF, 1983
- Les lois de l'amour : les politiques de la sexualité en France de 1950 à nos jours, Éditions Payot, 1991 (rééd. actualisée en 2002)
- Les Français et la politique, Odile Jacob, 1994
- Les fronts populaires, avec Henri Rey, Casterman, 1995
- Femmes/hommes : pour la parité, Presses de Sciences Po, 1997
- Les femmes ne sont pas des hommes comme les autres, avec Anne de Kervasdoué, Odile Jacob, 1997
- Que veut la gauche plurielle ?, Odile Jacob, 1998
- La vie sexuelle en France : une enquête inédite : des hommes et des femmes racontent comment ils font l'amour aujourd'hui, Paris, La Martinière, 2002, 466 p., 24 cm (ISBN 2-84675-013-0, OCLC 469144398, BNF 38814425, SUDOC 060251255, présentation en ligne), [compte rendu] par Serge Chaumier.
- Quand les femmes s'en mêlent : genre et pouvoir, dir. Janine Mossuz-Lavau, Christian Baudelot et Christine Bard, Éditions La Martinière, 2004
- Le planning familial : histoire et mémoire (1956-2006), dir. Janine Mossuz-Lavau et Christine Bard, PUR, 2007
- Pauvres parmi les pauvres ? : des femmes, Fondation Jean-Jaurès, 2008
- Guerre des sexes, stop !, Paris, Flammarion, coll. « Café Voltaire (ISSN 1777-5108) », 2009, 125 p., 20 cm (ISBN 978-2-08-122927-3, OCLC 690579886, BNF 42086371, SUDOC 137964587, présentation en ligne).
- Mes années Malraux, Éditions du Jasmin, 2011
- Dictionnaire Malraux, dir. avec Charles-Louis Foulon et Michael de Saint-Cheron, CNRS Éditions, 2011
- Pour qui nous prend-on ? : les « sottises » de nos politiques, Éditions de l'Aube, 2012
- La prostitution, Dalloz, 2015
- La vie sexuelle en France : comment s'aime-t-on aujourd'hui ?  (l'enquête sans tabous), Paris, La Martinière / Points (réimpr. 2019) (1re éd. 2018), 280 p., 23 cm (ISBN 978-2-7324-8531-7, OCLC 1056936542, BNF 45586569, SUDOC 230521126, présentation en ligne).
- Le Clivage droite gauche. Toute une histoire, Les Presses de Sciences Po, 2020,  (ISBN 978-2724625806).